# Inflection AI
Inflection AI, Inc.是一家主打机器学习和生成式人工智慧領域的硬件和应用程序科技公司，成立于2022年。 该公司自稱是一家公益法人，总部位于美國加利福尼亞州帕羅奧圖。 

## 历史
该公司由企业家里德·霍夫曼、穆斯塔法·苏莱曼和 Karén Simonyan于2022 年创立。该公司与英伟达合作开发生成式人工智慧硬件。 
2023年6月，该公司筹集了13亿美元。 
2024年3月，穆斯塔法·苏莱曼和Karén Simonyan宣布离开公司，兩人宣佈加盟Microsoft AI。 